# I delitti dell'unicorno
I delitti dell'unicorno (titolo originale The Unicorn Murders), è un romanzo poliziesco scritto da John Dickson Carr sotto lo pseudonimo di Carter Dickson ed è il quarto della serie di gialli che ha come protagonista Sir Henry Merrivale, alias H.M. - detto il Vecchio.

## Trama
Da parecchio tempo ormai il personaggio che monopolizza i titoli dei giornali francesi è Flamande, un criminale celebre per l'audacia dei furti e delle rapine che mette a segno e per la sua abilità nel travestimento. A dargli la caccia c'è l'ispettore Gasquet, un asso della Sûreté, a sua volta maestro del travestimento, che può impersonare chiunque. Ken Blake, avvocato ed ex membro dei servizi segreti militari, è seduto in un caffè di Parigi e sta leggendo su un giornale gli sviluppi dell'ultima sfida tra i due rivali, quando viene avvicinato da Evelyn Chayne, un'affascinante ragazza che Ken conosce di vista come facente parte a sua volta dei servizi, alle dipendenze del suo vecchio capo Sir Henry Merrivale, il Vecchio. Evelyn deve incontrarsi con un altro agente inglese e crede che si tratti di Blake. Il fatto che lui risponda con la corretta parola d'ordine dà il via a una serie di equivoci che portano Blake a ritrovarsi coinvolto in un'operazione segreta mirante a proteggere un emissario inglese che viaggia sull'aereo Marsiglia-Parigi e che sta, apparentemente, trasportando qualcosa di grande valore che fa gola al famoso Flamande. Seguendo le istruzioni i due, raggiunti anche da Sir Henry in persona, arrivano a un castello vicino al quale è atterrato l'aereo in avaria e dove sono temporaneamente ospitati i passeggeri. Tra di loro dovrebbero trovarsi sia Flamande sia Gasquet, ma il compito di individuarli viene reso più difficile che mai da un omicidio commesso in circostanze apparentemente impossibili, quasi sotto gli occhi di numerosi testimoni. H.M. dovrà affrontare uno degli assassini più diabolici e spietati della sua carriera.

## Personaggi principali
- Ken Blake - avvocato, ex membro dei servizi segreti
- Evelyn Chayne - agente dei servizi segreti
- Harvey Drummond - agente dei servizi segreti
- Gilbert Drummond - fratello di Harvey, avvocato
- Sir George Ramsden - diplomatico
- Kirby Fowler - giornalista
- Ernest Hayward - avvocato
- Owen Middleton - viaggiatore americano
- Elsa Middleton - sua moglie
- Dottor Edouard Hébert - medico
- Conte D'Andrieu -  nobiluomo francese
- Auguste Allain - suo servitore
- Sir Henry Merrivale - il Vecchio

## Critica
"E, degli strani personaggi isolati in uno château francese in seguito a un atterraggio forzato, chi di loro è il favoloso detective Gasquet e chi il favoloso criminale Flamande (una versione infinitamente più malvagia del Flambeau di Chesterton)? Questi sono gli indovinelli che Sir Henry Merrivale, che qui è eccentrico senza essere infantile, deve risolvere. Le soluzioni sono brillanti - un ingegnoso spettacolo di fuochi d'artificio, con una soluzione inaspettata (anche se molto azzardata) e una mezza dozzina di identità segrete. È comunque notevole come Carr riesca a sostenere contemporaneamente un thriller e una detective story, senza ridurre l'impatto di nessuna delle due."

## Edizioni
- Carter Dickson, I delitti dell'unicorno, traduzione di Anna Maria Francavilla, collana Classici del Giallo n. 1039, Arnoldo Mondadori Editore, 2004,  p. 295.